# Daily Mirror

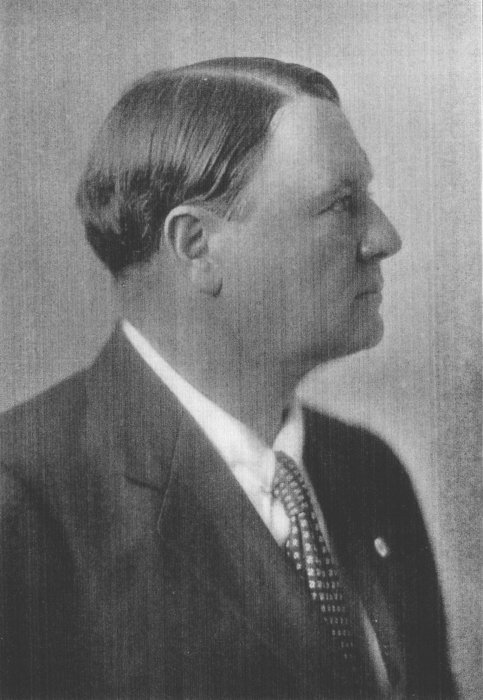
Alfred Harmsworth (později Lord Northcliffe), zakladatel novin Daily Mirror

Daily Mirror jsou britské bulvární noviny, které byly založené v roce 1903. Daily Mirror mají nezanedbatelné místo v historii fotožurnalistiky za svůj významný přínos v publikování obrazových zpráv.

## Historie
Harold Harmsworth koupil noviny od svého bratra Alfreda v roce 1913. Původně se jmenovaly The Daily Illustrated Mirror. Byly určené primárně pro dámy. Avšak po prvním neúspěšném vydání začal nákup novin klesat a tak Harold Harmsworth najal Hamiltona Fyfe a ustanovil ho nejmladším šéfredaktorem v Británii. Nový šéfredaktor přeměnil noviny v tzv. „picture paper“ a jeho náklady začaly růst. V roce 1917 byla cena novin zvýšena na jeden cent. Oběh nadále rostl a od roku 1930 se Mirroru prodává více než 1 milion výtisků denně.

## Fotografové
Fotografka Doreen Spooner (1928–2019) pracovala pro Mirror čtyřicet let. Její první titulní strana přišla v létě roku 1963, když v temné londýnské hospodě tajně vyfotografovala Christine Keelerovou a Mandy Rice-Daviesovou, dvě notoricky známé showgirls v samém srdci aféry Profumo. V šedesátých a sedmdesátých letech Spooner úzce spolupracovala s Felicity Greenovou, módní editorkou Mirror na propagaci revolučních módních stylů „Swingující Londýn“. Jednalo se o umělecké vyjádření poloviny šedesátých let a fotografování všech ikonických osobností té doby: Mary Quantová, Vidal Sassoon, Barbara Hulanicki z londýnského módního obchodu Biba, nebo topmodelky jako byla například Twiggy, za kterou byla Spooner obzvláště ráda. „Bylo zkrátka nemožné pořídit špatnou fotografii.“ Toto byl rozkvět Daily Mirror, když dosáhl 5 miliónů výtisků, oslavili to v Královské Albertově hale umění a vědy, přičemž kabaretní zábavu jim zajišťovala kapela Beatles. Také fotografovala temnější novinové příběhy jako například stávka horníků v roce 1984, havárie trajektu Herald of Free Enterprise, ženský mírový tábor v Greenham Common nebo Toxteth Rangers. Také dokumentovala státní královskou návštěvu Číny v roce 1986 a stála přímo vedle prince Philipa, když dělal své slavné „štěrbinové oči“. Během kariéry v Mirror byl význam díla Spoonerové obrovský a zahrnoval celou řadu fotografií významných osobností – Margaret Thatcherovou, Edwarda Heatha, Leonarda Bernsteina, Tennessee Williamse, Sophii Lorenovou, Yvesa St. Laurenta, Edith Sitwellovou, Freddieho Mercuryho, Spandau Ballet, Dianu Rigg nebo Shirley Basseyovou.